# Thành ngữ
Thành ngữ là những từ không nhằm mục đích để hiểu theo nghĩa thông thường, đồng thời ý nghĩa của một thành ngữ thường là câu mang nghệ thuật ẩn dụ trong toàn bộ câu. Hiện có hàng ngàn thành ngữ khác nhau và chúng thường xuyên được tạo ra ở hầu hết các ngôn ngữ trên thế giới. Theo ước tính, có ít nhất 25.000 thành ngữ trong ngôn ngữ tiếng Anh. Thành ngữ là một phần câu có sẵn, nó là một bộ phận của câu mà nhiều người đã quen dùng, nhưng tự riêng nó không diễn đạt được một ý trọn vẹn. Về hình thức ngữ pháp, mỗi thành ngữ chỉ là một nhóm từ, chưa phải một câu hoàn chỉnh.